# Marsh Harbour
Pour les articles homonymes, voir Marsh.
Marsh Harbour est une ville des Bahamas. Sa population est estimée à 5 437 personnes en 2006 (3 600 au recensement de 1990), ce qui en fait la troisième ville du pays. L'activité de la ville est essentiellement orientée vers le tourisme. L'aéroport de Marsh Harbour permet de relier en particulier la Floride et Nassau.

## Événement marquant
Le 25 août 2001, alors que la chanteuse, actrice, danseuse et mannequin américaine Aaliyah rentre du tournage du clip « Rock the boat » tourné aux Bahamas, l’avion dans lequel elle et l’équipe de tournage se trouvaient s’écrase peu après le décollage, ne laissant aucun survivant. Aaliyah meurt à l’âge de 22 ans.